# Mali Budići
Mali Budići is een plaats in de gemeente Pakrac in de Kroatische provincie Požega-Slavonië. De plaats telt 6 inwoners (2001).